# Michael Pennington
Michael Vivian Fyfe Pennington (Cambridge, 7 giugno 1943) è un attore, regista teatrale e scrittore britannico.

## Biografia
Dopo aver studiato al Trinity College di Cambridge, Pennington si è unito alla Royal Shakespeare Company (RSC), con cui ha recitato dal 1964 al 1966. Dopo aver recitato per otto anni a Londra e Broadway, tornò a recitare con la RSC nel 1974, dove ricoprì ruoli sempre più importanti fino ad interpretare Amleto nella tragedia shakespeariana nel 1980. Nel corso dei suoi anni con la RSC e nella compagnia del Royal National Theatre ha recitato in ruoli da protagonista in opera di Čechov, Tom Stoppard, Euripide, Sean O'Casey e William Congreve, anche se le sue interpretazioni più note e apprezzati di questi anni sono ancora legate a Shakespeare.
Nel 1986 fonda con Michael Bogdanov l'English Shakespeare Company, in cui opera nelle vesti di regista, direttore artistico e attore: in questi anni ricopre ruoli nelle opere che narrano della Guerra delle due rose, tra cui Enrico IV, parte 1, Enrico IV, parte 2, Enrico V, Enrico VI, parte 1, Enrico VI, parte 2, Enrico VI, parte 3 e Riccardo III. Negli anni dell'English Shakespeare Company recita anche come protagonista di Coriolano e Macbeth e dirige La dodicesima notte a Londra, Chicago e Tokyo.
Dopo aver ampliato il proprio repertorio con opere di Eduardo De Filippo, Peter Shaffer, Molière e Alan Bennett, Pennington è tornato a recitare in opere shakespeariane negli ultimi anni: ha interpretato Antigono ne Il racconto d'inverno diretto da Kenneth Branagh a Londra nel 2015, Antonio in Antonio e Cleopatra a Chichester nel 2016 e Re Lear nell'omonimo tragedia nel tour britannico del 2017.
Nel corso della sua carriera è stato candidato al Laurence Olivier Award quattro volte: due al miglior attore per Strider: The Story of a Horse nel 1984 e per The Wars of the Roses nel 1990, altre due al miglior attore non protagonista per Romeo e Giulietta nel 1976 e per Il racconto d'inverno nel 2016.

## Filmografia

### Film
- Hamlet, regia di Tony Richardson (1969)
- Star Wars: Episodio VI - Il ritorno dello Jedi (Return of the Jedi), regia di Richard Marquand (1983)
- Fragile - A Ghost Story (Frágiles), regia di Jaume Balagueró (2005)
- The Iron Lady, regia di Phyllida Lloyd (2011)

### Televisione
- Investigatore offresi (Public Eye) - serie TV, 1 episodio (1971)
- Callan - serie TV, 1 episodio (1972)
- Metropolitan Police (The Bill) - serie TV, 6 episodi (2003)
- I Tudors (The Tudors) - serie TV, 1 episodio (2008)
- Padre Brown (Father Brown) - serie TV, 1 episodio (2013)

### Doppiaggio
- The Lost World of Communism – miniserie TV, 3 puntate (2009)
- Raised by Wolves - Una nuova umanità (Raised by Wolves) – serie TV, 5 episodi (2022)

## Doppiatori italiani
Nelle versioni in italiano delle opere in cui ha recitato, Michael Pennington è stato doppiato da:
- Giorgio Lopez in The Iron Lady
- Aldo Reggiani in Cimbelino